# Piano Foreplay
Piano Foreplay är ett musikalbum av och med Gilbert O'Sullivan, från 2003.

## Låtlista
1. It Never Rains But It Pours	4:26
2. Barking Up The Wrong Tree (Such Is Life)	4:01
3. Make My Day	3:02
4. God Forbid	3:12
5. Conversation With Flying Plates	4:32
6. I Gave Mine To You	3:13
7. A Love So	2:51
8. You, Me And The Garden Post	4:13
9. Parrish	2:51
10. What's It All Supposed To Mean ? ?	3:58
11. Answers On A Postcard (Please)	3:32
12. Will I Do ?	3:02
13. World Of Work	3:58